# 护驾迟镇
护驾迟镇，是中华人民共和国河北省衡水市深州市下辖的一个乡镇级行政单位。，因镇政府驻地傅家池讹传为护驾迟，故得名护驾迟镇。

## 行政区划
护驾迟镇下辖以下地区：
护驾迟村、孙家村、董家庄村、莲花池村、东杜家庄村、杨村、东安家庄村、东张家庄村、田家角村、李家角村、刘家角村、孟家角村、三龙堂村、留马村、洛泊村、王洛寺村、西王庄村、东王庄村、南黄龙村、前营村、后营村、起凤庄村、高家庄村、西安家庄村、何家庄村、南张家庄村、西杜家庄村、东北黄龙村和西北黄龙村。

## 交通
- 京九铁路：邢家村站